# 棚田

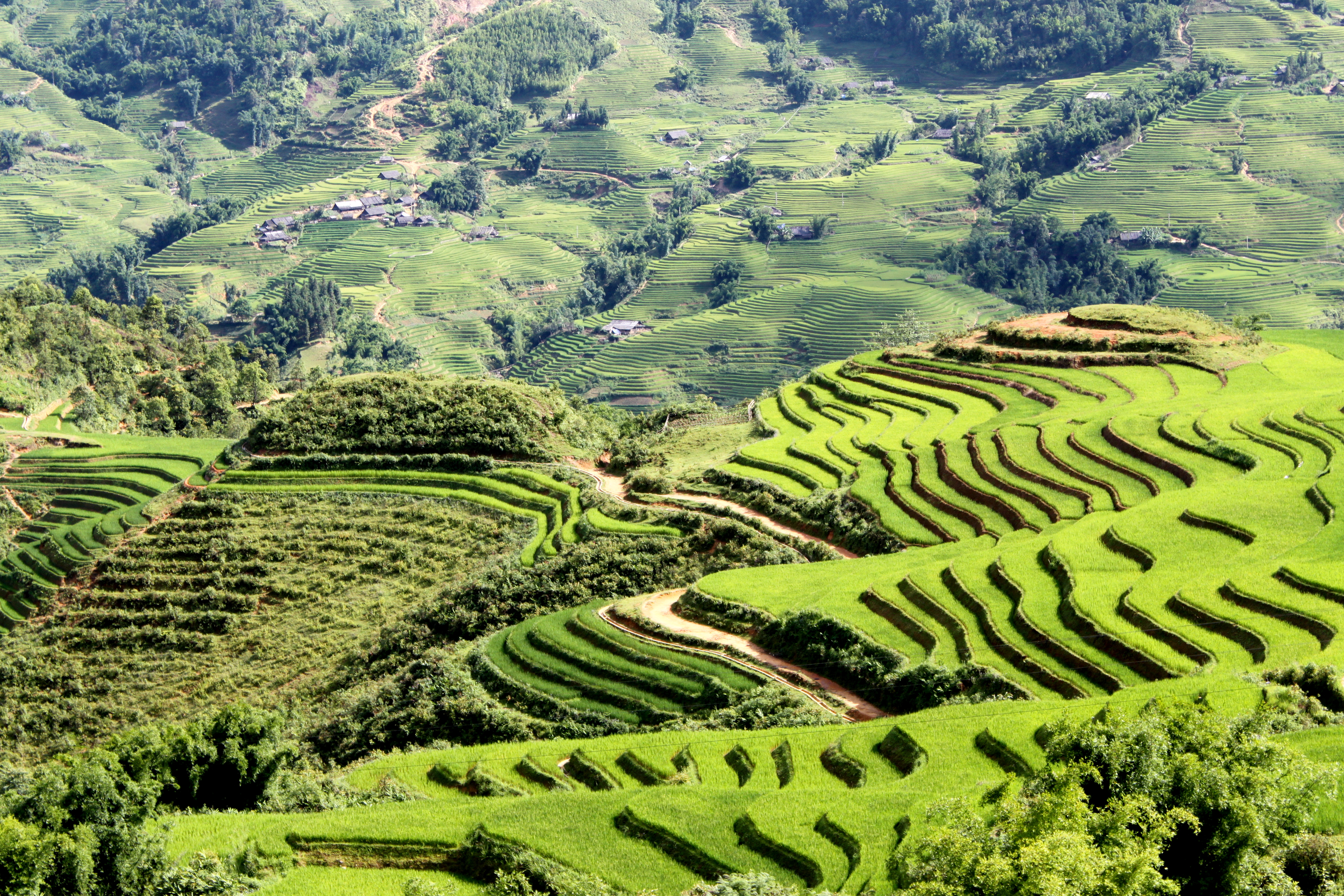
ベトナムの棚田

棚田（たなだ、英：rice terraces）とは、傾斜地に作られた水田のこと。傾斜がきつく耕作単位が狭い状態において、水平に保たれた田が規則的に集積し、それらが一望の下にある場合は千枚田（せんまいだ）とも呼ばれる。棚田と同様に傾斜地を段状にした畑は段々畑（だんだんばたけ）という。

## 日本の棚田

### 特徴

棚田の景観
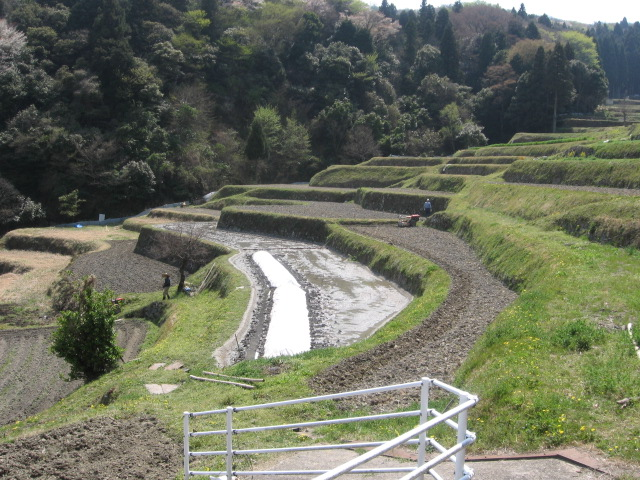
耕作時期風景
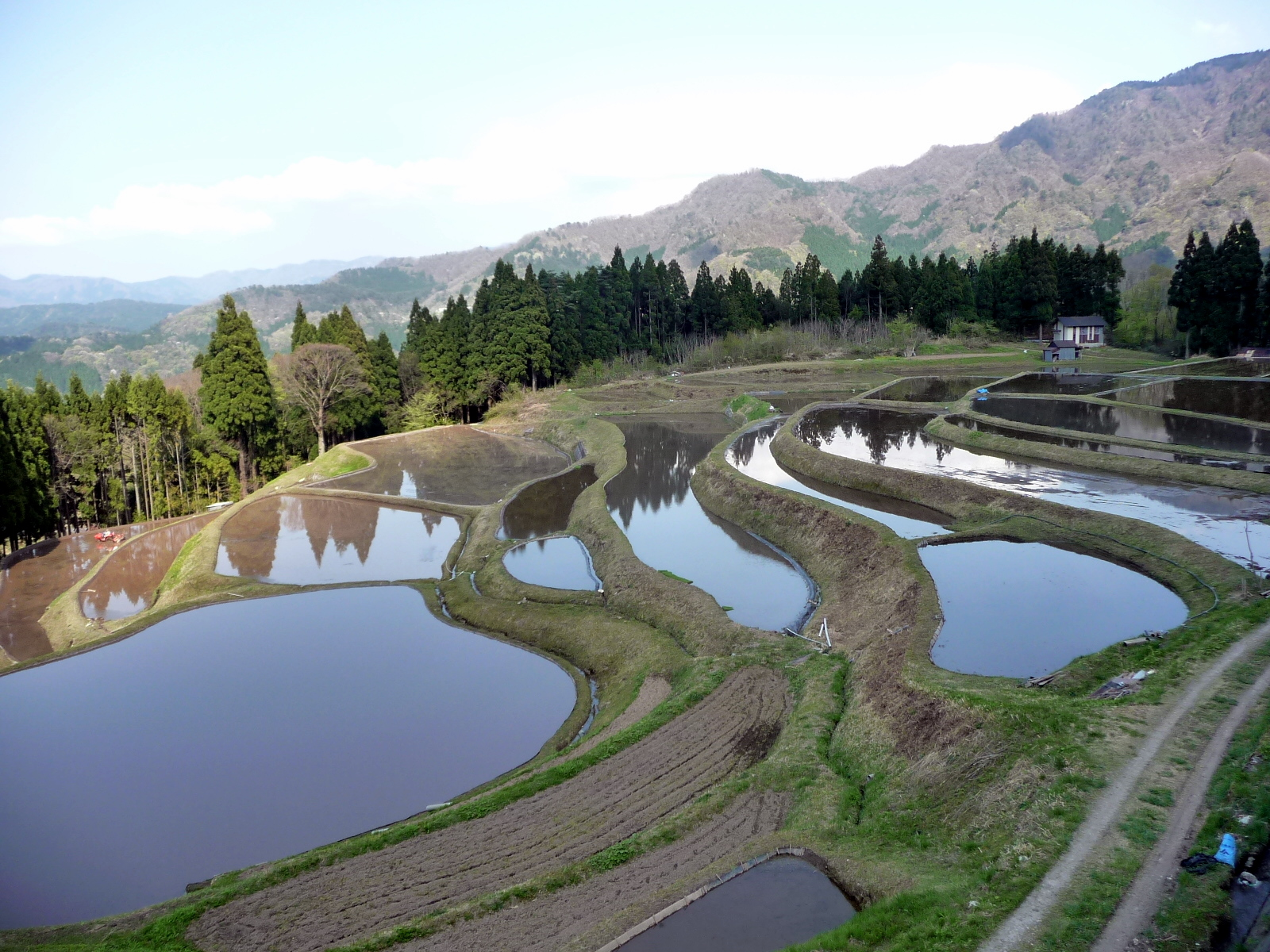
水が張られた棚田
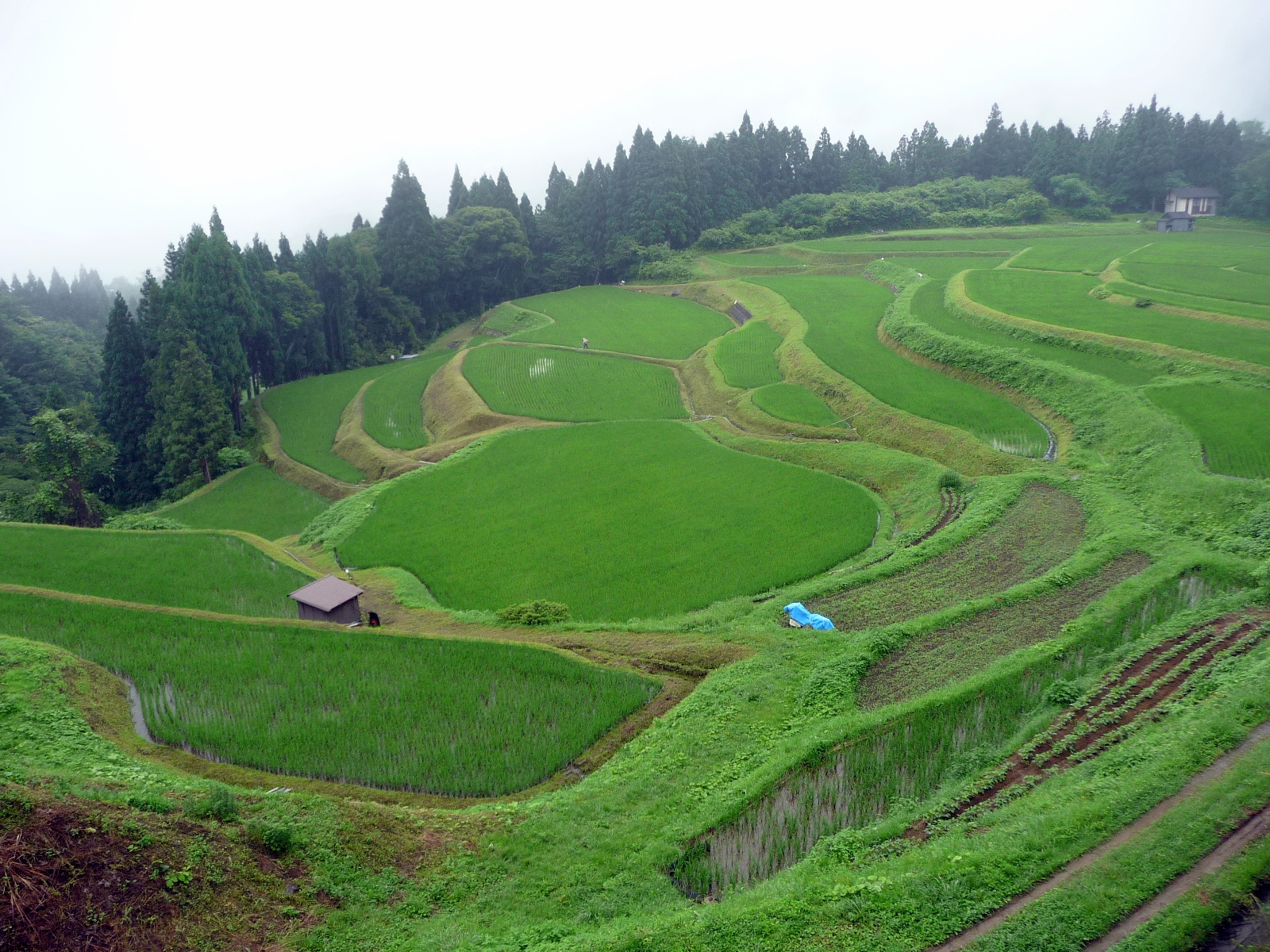
田植え後の棚田
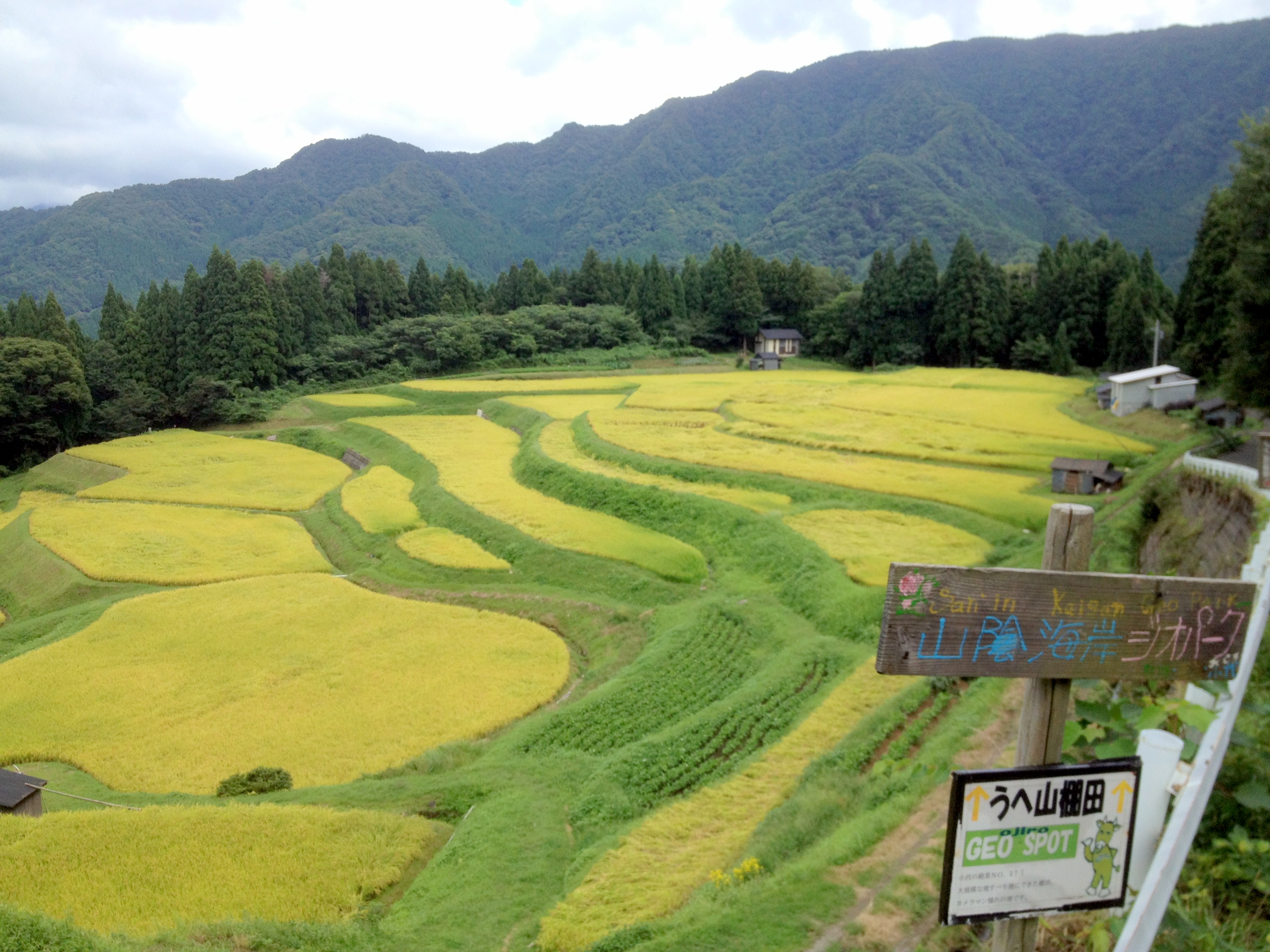
稲穂の棚田

日本の稲作の適地は、安定した水利を得られることに加えて、流れていく農業用水の管理が容易にできる土地である。土地には元々傾斜があるが、傾斜が少な過ぎる土地、および排水しづらい土地は湿地となるため、安定した稲作を行うためには、一定の農学・土木技術が必要であった。また、灌漑をする場合はある程度の傾斜が必要であり、傾斜があまりにも少ない河川下流域の沖積平野は、江戸時代以前は稲作をするのに不適当であった。すなわち、近世以前の稲作適地は、比較的小規模で緩やかな沖積扇状地、小規模な谷地、あるいは小規模で扱いやすい地形が連続する隆起準平原上などが主力であり、いずれも河川の中上流域が中心であった。これらの土地は緩やかな高低差があり、一つ一つの田の間に明確な高低差が生じて広い意味での棚田を形成することになる。

### 棚田の出現
棚田という語句が見られる古い史料として、室町時代の1406年（応永6年）の日付が記録されている高野山文書『高野山學道衆堅義料寄進状』があり、「池ノ水ヲ引ク也根本ハ糯田ト名ク〔ママ〕　今ハ山田ニテ棚ニ似タル故ニ　タナ田ト云」と書かれ、当時から池の水を引く水田であったことが述べられている。また糯田という特記について、農業地理学者の中島峰広は糯田が普通の水田であるウルチ田より収量が劣り、程度の低い水田とみなされていたためと述べている。

### 近世
近世以降は灌漑技術が向上し、傾斜が少ない沖積平野でも、水路に水車を設けて灌漑や排水が出来るようになり、現在、穀倉地帯と呼ばれるような河川下流域の平野での稲作が広まった。
西日本は、地形的に急峻な山地がいきなり海に没する地形が多く、また沖積平野も比較的狭いところが多い上に、耕作適地は古くから高度に農地化されていた。このため、江戸時代に干拓を含めた沖積平野の新田開発の余地が乏しくなると、藩経済の基盤の石高を増やすため、今度は急傾斜の山岳斜面上に水田がつくられ、現在でいう棚田が多くつくられた。その際、伝統的な石垣構築の技術を生かし、少しでも収量を増やすため、棚田の畔（あぜ）や土手（どて）の部分（土坡、どは）は、極限まで収量を上げるために急な傾斜に耐えられる石垣でつくられた。
一方、東海地方や北陸地方以東の東日本は、比較的広い沖積平野に恵まれていた上に、太平洋側を中心に低開発状態の洪積台地や河岸段丘面の農地開発の余地が大きく、日本海側を中心に扇状地でも開発の余地が広く存在した。このため、江戸時代に至っても、急峻な山地の傾斜面を切り開いて棚田をつくるまでに至らなかったところが多く、棚田はあまりつくられないか、つくられた場合でも畔や土手は傾斜が緩やかな土盛りとなり、西日本とは対照的な棚田風景となった。なお、東日本・西日本に関わらず、漁港の適地が海沿いの山に囲まれた入り江であることも多かったため、漁港から離れた平地の領地争いに敗れた漁村では、漁港近くの山に漁民の主食用の棚田がつくられる例がみられる。
棚田はその出現以降も蔑視されており、1744年（寛政6年）の『地方凡例録』でも「山田・谷田と名を付は、山の洞谷間等にある田にて、至て土地あしく、猪鹿の荒らしも強く、下下田の位にもなりがた分を山田・谷田と名付く」と述べている。中島峰広はこれについて、下下田を下回るということは位がなく、課税対象にもならなかったのではないかと推察する。

### 近代
第二次世界大戦後は稲作の大規模化・機械化が推し進められ、傾斜に合わせて様々な形をしていた圃場は、農業機械が導入し易い大型の長方形に統一されて整備された。棚田のうち、特に急傾斜の地域ではこのような圃場整備や機械化は難しかったが、土木技術の進歩で大規模化に成功した山間地の棚田も多い。ただし、西日本の（急傾斜）棚田では、大規模化をしようとすると斜面を大きく削らなくてはならず、法面（のりめん）の土砂崩れ対策など付帯工事の費用が莫大となるため、大規模化されなかったり、営農放棄されたりして荒廃していくところも多く見られた。
1970年のコメの生産調整（「減反政策」参照）において、農林水産省は木材自由化の目処が立たないこともあり、棚田のスギ林への転換を奨励した。しかしこの施策は失敗し、特にスギ林が無惨に放置された中国山地の光景をみて民俗学者の神田三亀男は農政批判を行った。
一方で棚田を称賛する言説もあった。昭和初期のアメリカ合衆国での経済学会で、ある地理学者が、棚田はエジプトのピラミッドに並ぶ偉大なものであり、農民の労働・勤勉の結晶であると東畑精一に絶賛したという。1985年、司馬遼太郎が「街道をゆく」シリーズの取材で高知県に訪れた際には、梼原町史の千枚田について「えらいもん」「大遺産」と絶賛したという。
棚田は、国土や美しい景観の保全、農山村部のコミュニティ維持や都市との交流、文化・教育といった多面的の価値を評価されている。日本国政府は『棚田地域振興法』を制定するなどして営農継続を支援している。農林水産省は1999年に「日本の棚田百選」として134地区を選定したほか、2022年2月15日には自治体など多様な主体が維持・振興に加わる「つなぐ棚田遺産」271地区を発表した。
なお、稲作には灌漑が必要であるため、現在残る（急傾斜）棚田でも勿論、灌漑設備が整っている。ただし、山間地にあるため河川は上流であり、日照りが続くと水量が簡単に減ってしまって水田が干上がってしまう問題があった。そのため、最寄の河川以外からも用水路を延々と引いたり、ため池築造による天水灌漑を行ったりした。それらの方法が困難な場所は、田の地下に横穴を設け、湧水や伏流水など地下に涵養された水（地下水）を利用する場合もある。

### 棚田の定義

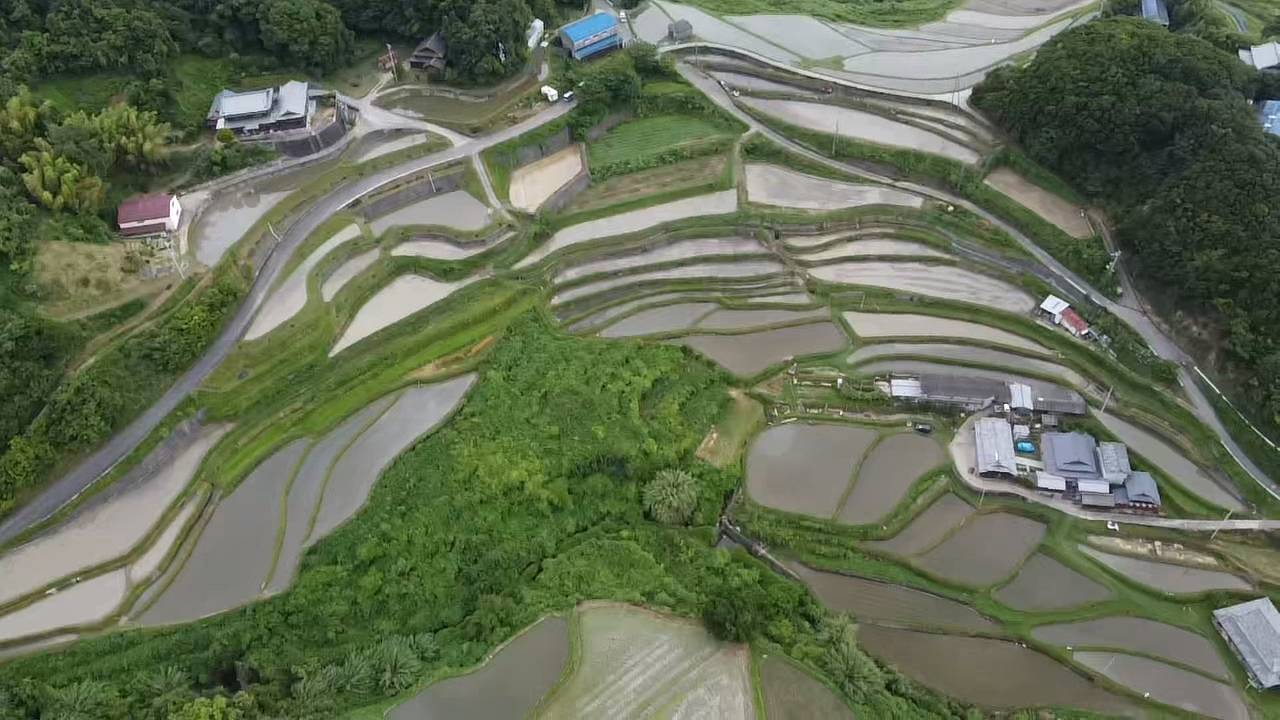
「石田の棚田。」淡路島は慢性的な水不足を解決するために、数多くの溜池が造られてきた。溜池と棚田、瀬戸内海（播磨灘）が一体となる景観は、淡路島北部特有の景観を形作っている。

傾斜地にある田のうち、急峻な傾斜地で階段状につくられた田をいう。

#### 古い用例
- 紀伊国伊都郡志富田荘（和歌山県かつらぎ町）の棚田の反別、収穫量を記した建武5年（1338年）の『高野山文書』では「棚田一反御得分四十歩ハ…」と棚田の文字がみえる（棚田学会による）。
- 群馬県沼田市で、古墳時代後期（6世紀中頃）の棚田遺構が見つかっている。

#### 農林水産省の認定制度
現在、「棚田」といえば「急傾斜の山間地の階段状水田」を指す。そのため、農林水産省は傾斜の度合いで棚田を定義しており、機械化の度合いや農業文化についての規定はない。
- 農水省の定義

傾斜度が20分の1（水平距離を20メートル進んで1メートル高くなる傾斜）以上の水田を「棚田」として認定する。認定された棚田は、助成金が交付される。
農水省と日本土壌協会が、1993年に行った現地調査では、農水省の定義による「棚田」は22万1067ヘクタールとされている。この棚田の面積は当時の全水田面積の約8%を占めており、かなり一般的な水田形態であることが分かる。しかし、この当時で既に12%が耕作放棄されていた。

#### 棚田の高付加価値化
棚田では、その排水能力の高さから、ワサビなどの付加価値の高い商品作物を栽培している例も多い。また、棚田で獲れた米であることを前面に出してアピールしてブランド商品化している例もある。
棚田の景観を維持、または、観光地としてのリピーター醸成のためにオーナー制度を導入している地域が多数存在する。根拠法は市民農園整備促進法や特定農地貸付法。「オーナー」は期限付きであり、農民の小作化ではない。農民以外が農地を取得するのは、農地法上問題であるため、「オーナー」とは名ばかりであり、不動産取引でもない。すなわち、「オーナー制度」はオプション取引にあたり、農村の副収入増加とリスクヘッジを達成できる。
農作業の効率化が難しいため耕作放棄された棚田は多いが、「日本の棚田百選」入りなどを契機に、地元が再整備に取り組んだり、稲刈り後の田へのキャンプ誘致など観光面でも活用されたりしている地区もある。

### 棚田の営農特性
平野の圃場大型化整備の際に行われた田圃の所有権の整理が棚田ではされていないため、外部の者にとって一体的な風景に見える棚田の所有権はかなり複雑に入り組んでおり、1世帯あたりの耕作面積も少ない。そのため、農業機械の導入には経済的負担が大きく、兼業化しないと農業を続けられないことも多い。兼業には「世帯主」の兼業と「世帯」の兼業があるが、世帯の兼業では農業ノウハウを持った世帯主が農業に従事し、それ以外の子や孫が他業種で収入を得る。世帯の兼業では子や孫に農業ノウハウが受け継がれないので、営農者の世代交代が進まず、営農の主体が高齢化し、最終的に営農放棄となる。世帯主の兼業では、兼業しながらの営農法や家計ノウハウが受け継がれるため、営農放棄に至る確率は比較的低い。
棚田は1つの田当たりの耕作面積が小さく、「大型」農業機械の導入が困難である。しかし、棚田まで、あるいは棚田間に舗装された道路を通すことで、「小型」農業機械の導入は可能である。一般的に、1つの集落では同時期に同じ農作業が重なってしまうため、効率の悪い「小型」の方が集落全体での共有化が難しい。しかし、棚田は山の上と下で農作業時期が微妙に違うため、平地の集落に比べて農業機械の共有化がし易い。今まで農協（金融部門）は、貸付残高を増やすために戸別の農業機械導入を進めていたが、貸付リスクの少ない共有化に貸付の方向を変えており、棚田の農業システムに変化が起きている。

### 棚田の現状と将来
棚田はかつて平野が少ない山間部や海岸部の食料自給に貢献し、現代でも景観や生物多様性の保持に大きな役割を担っている。だが米が余剰になるにつれ、耕作効率の悪さから作付けが放棄される例が増えている。農水省は2005年で棚田の面積調査を中断したが、早稲田大学名誉教授（地質学)である中島峰広の推計によると、全国にある水田の約1割にあたる15万haが棚田で、この30年間で約3分の1が消えた。棚田栽培米のブランド化やオーナー制導入、機械化などにより棚田の保全する取り組みが各地で模索されている。

## 世界の棚田
米作を行っている世界各国の山間地域で棚田のような耕作地を見ることができる。
中華人民共和国の雲南省にある紅河哈尼棚田群の文化的景観は、世界最大とも言われ、2013年にユネスコの世界遺産（文化遺産）に登録されている。他に棚田が含まれる世界遺産は、スイスのブドウ畑があるラヴォー、フィリピン・コルディリェーラの棚田群がある。
米作水田ではないが、南米ペルーのウルバンバ渓谷には、岩塩が溶けた湧水を溜めて食塩を採取する棚田状のマラス塩田（サリーナス・デ・マラス、Salinas de Maras）がある。また、インカ時代ではアンデネス（単数形：アンデン）と呼ばれる高低差がある棚田の形式が見られる。

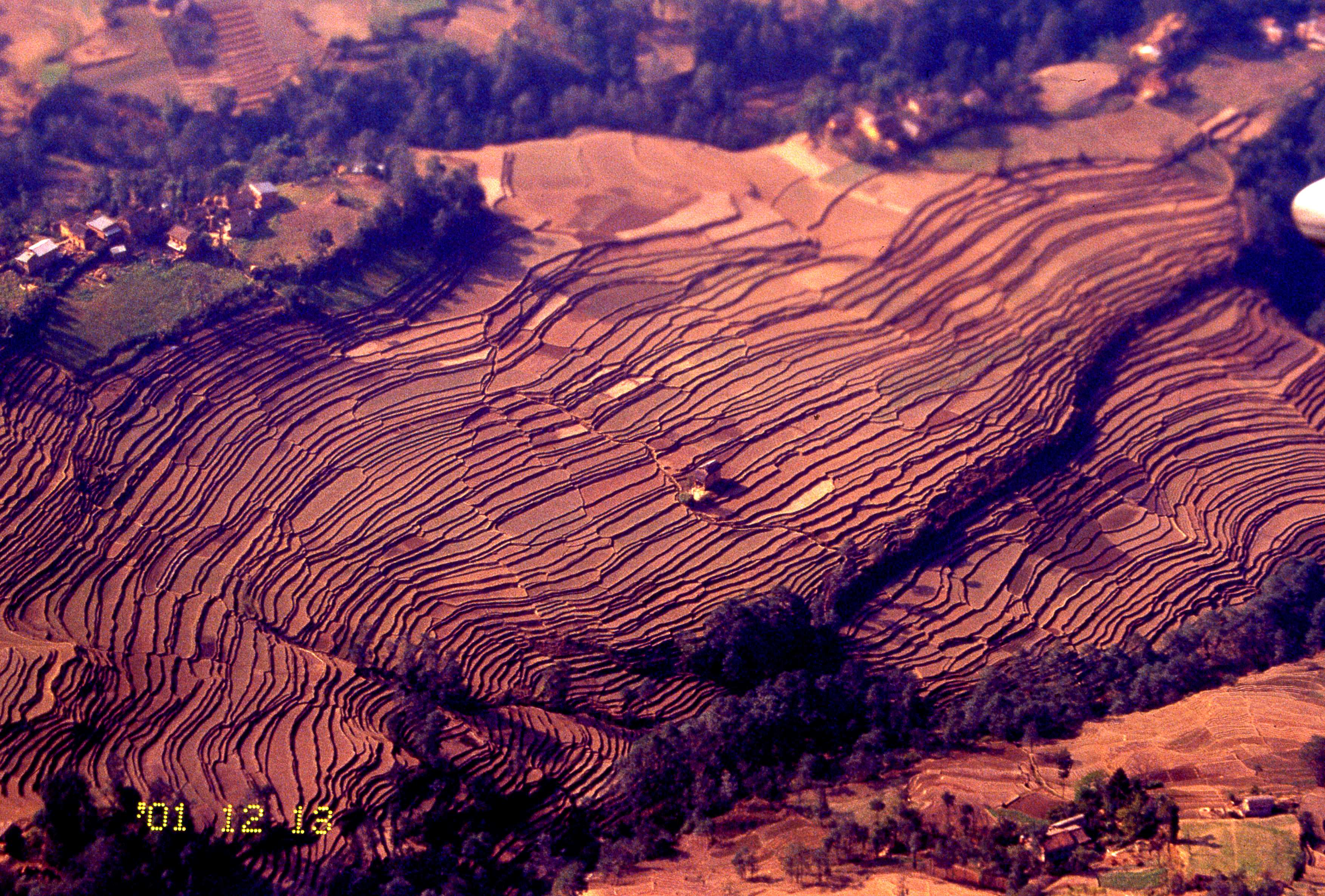
ネパールの千枚田
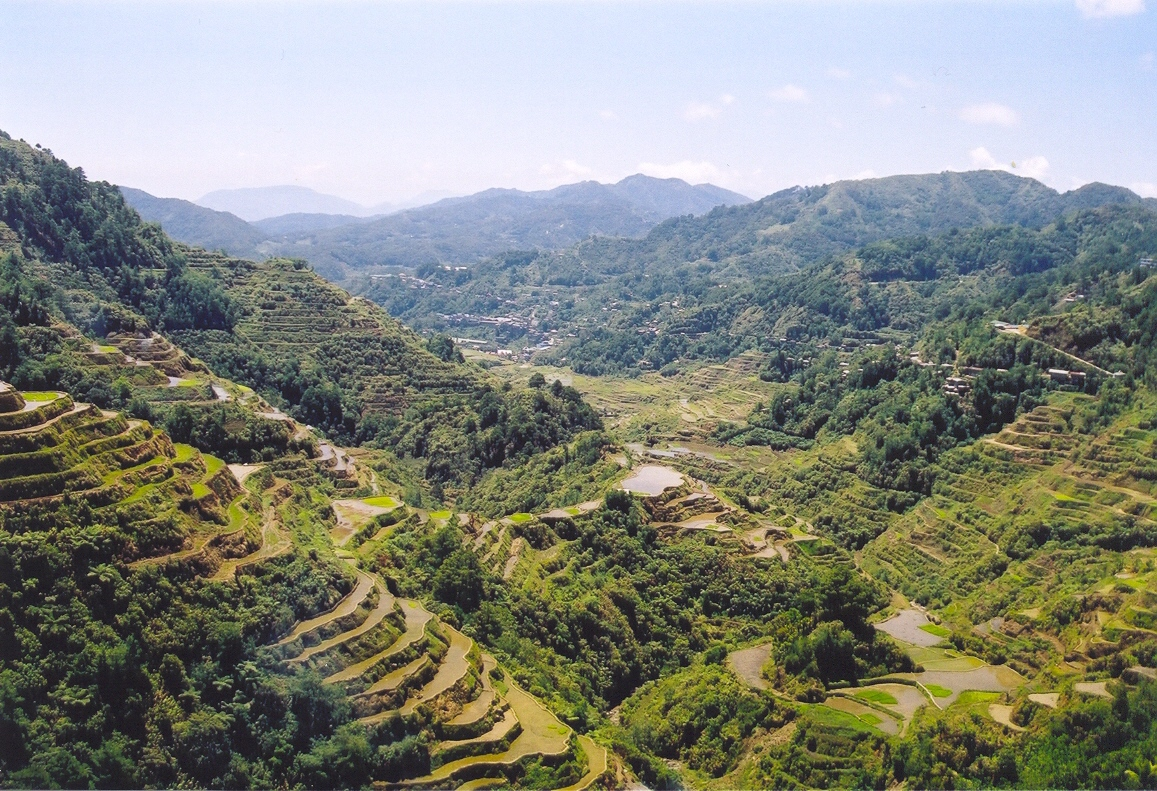
フィリピン・バナウエにある棚田（世界遺産、世界農業遺産登録）
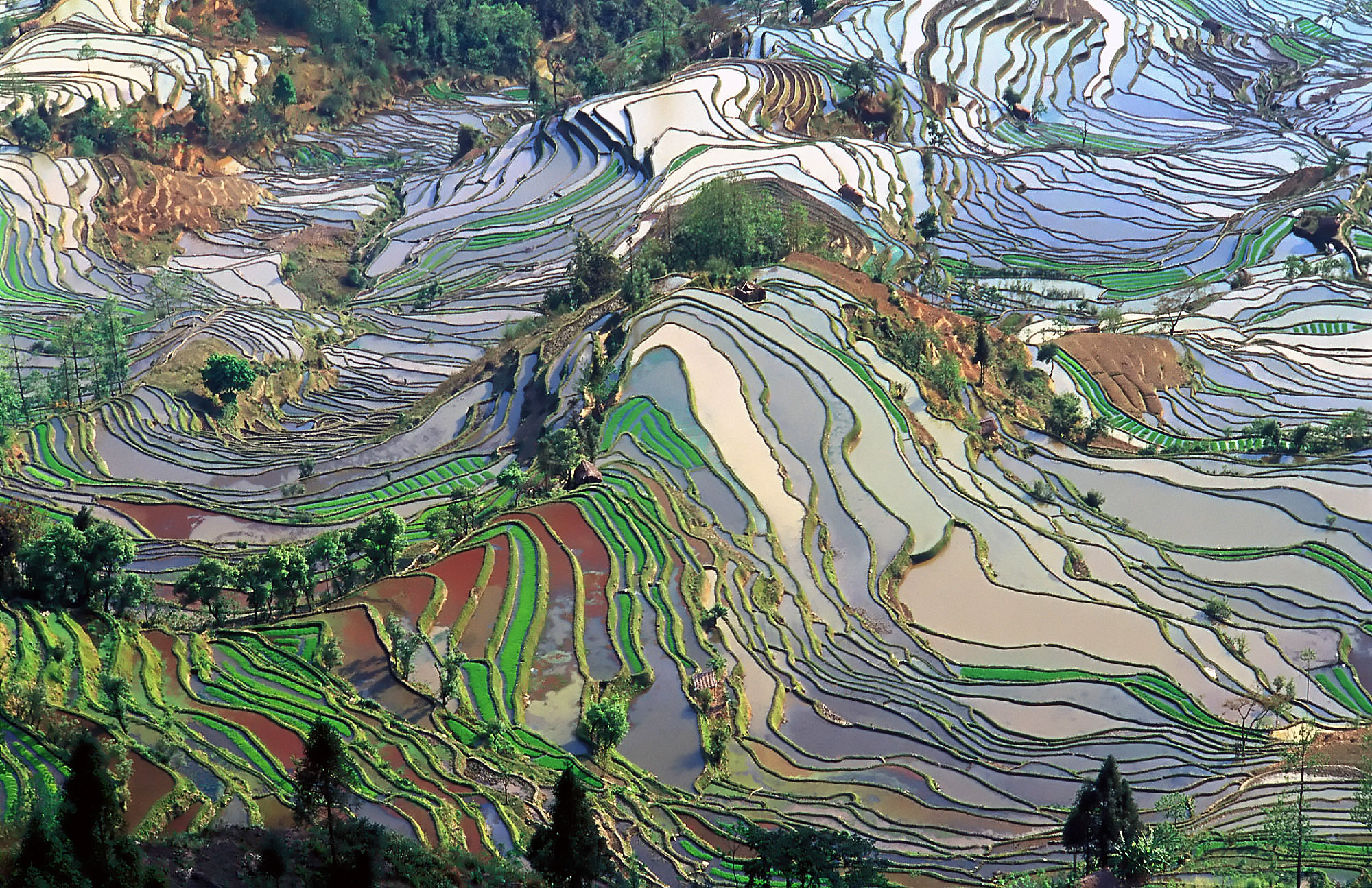
中国・雲南省の棚田（世界遺産、世界農業遺産登録）
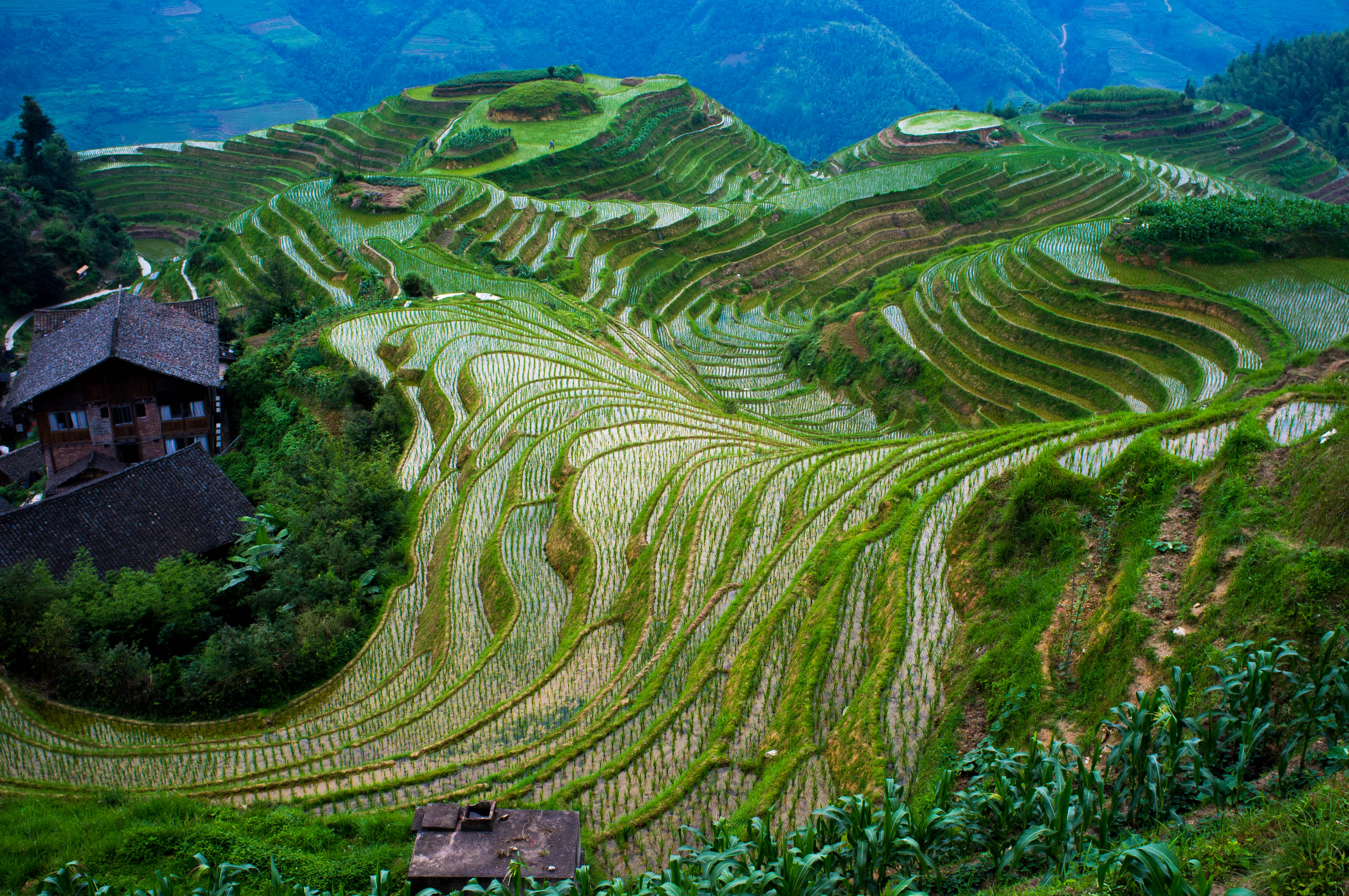
中国・広西チワン族自治区の棚田
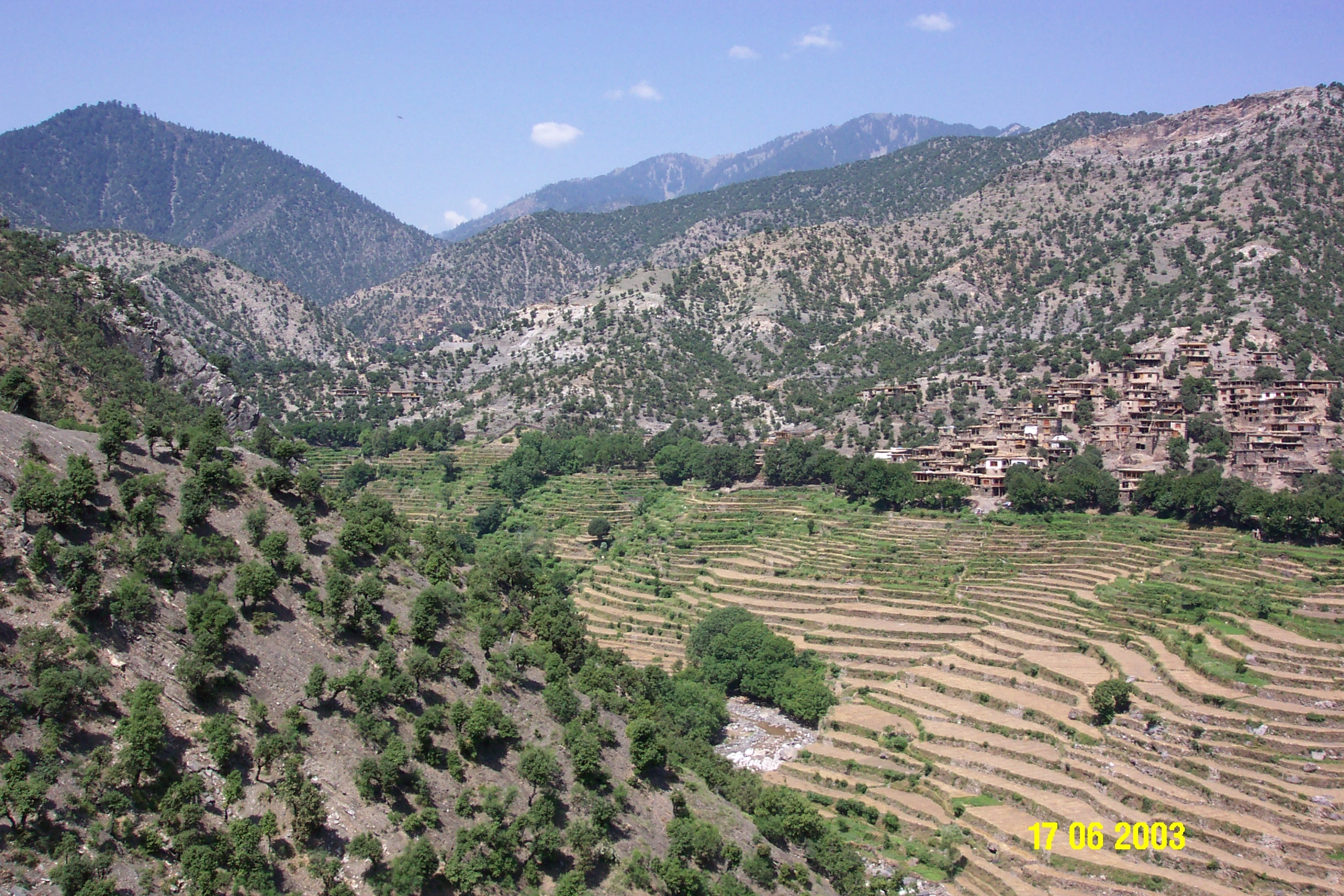
アフガニスタン
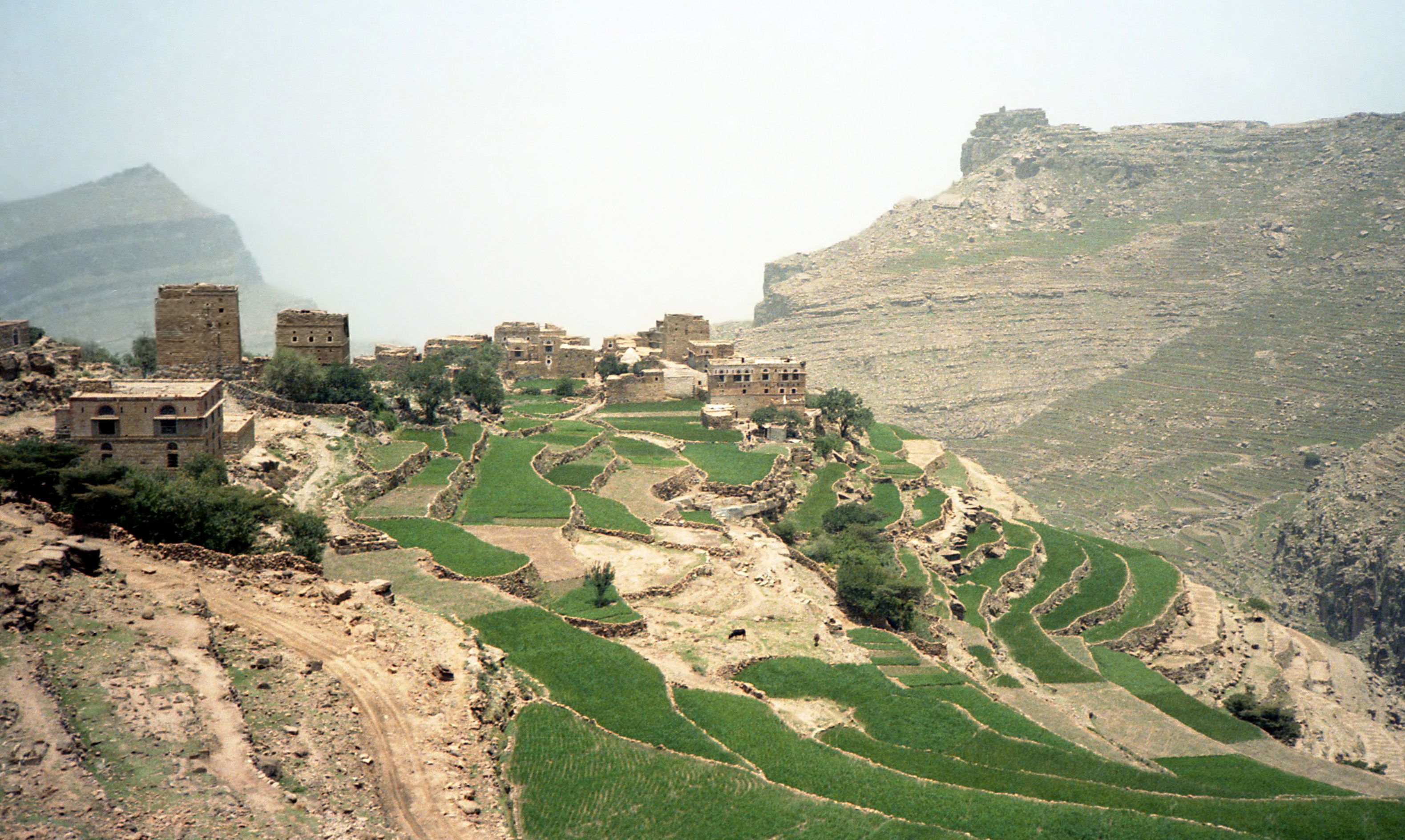
イエメン
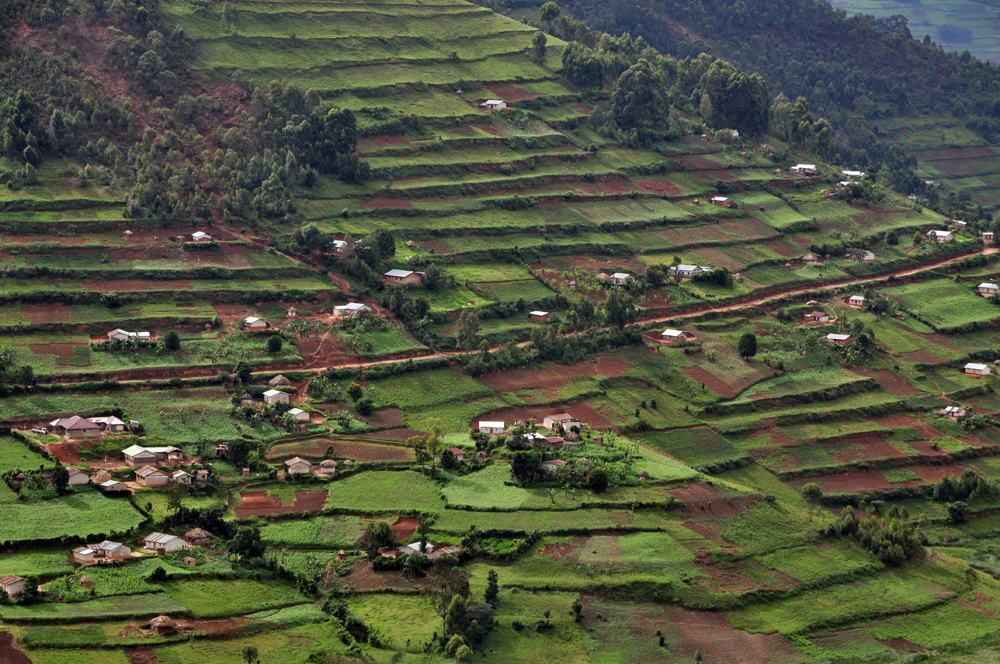
ウガンダ
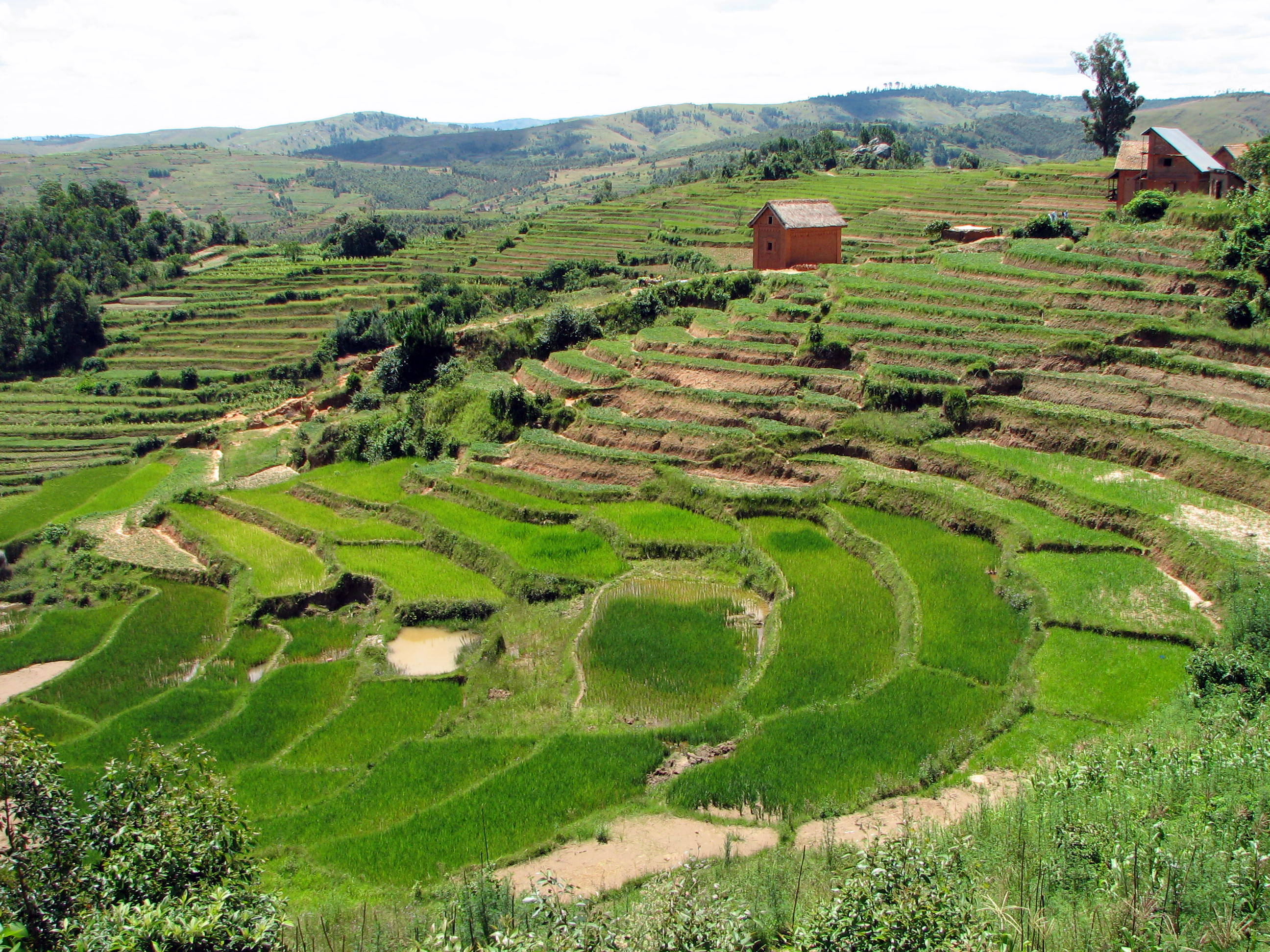
マダガスカル島
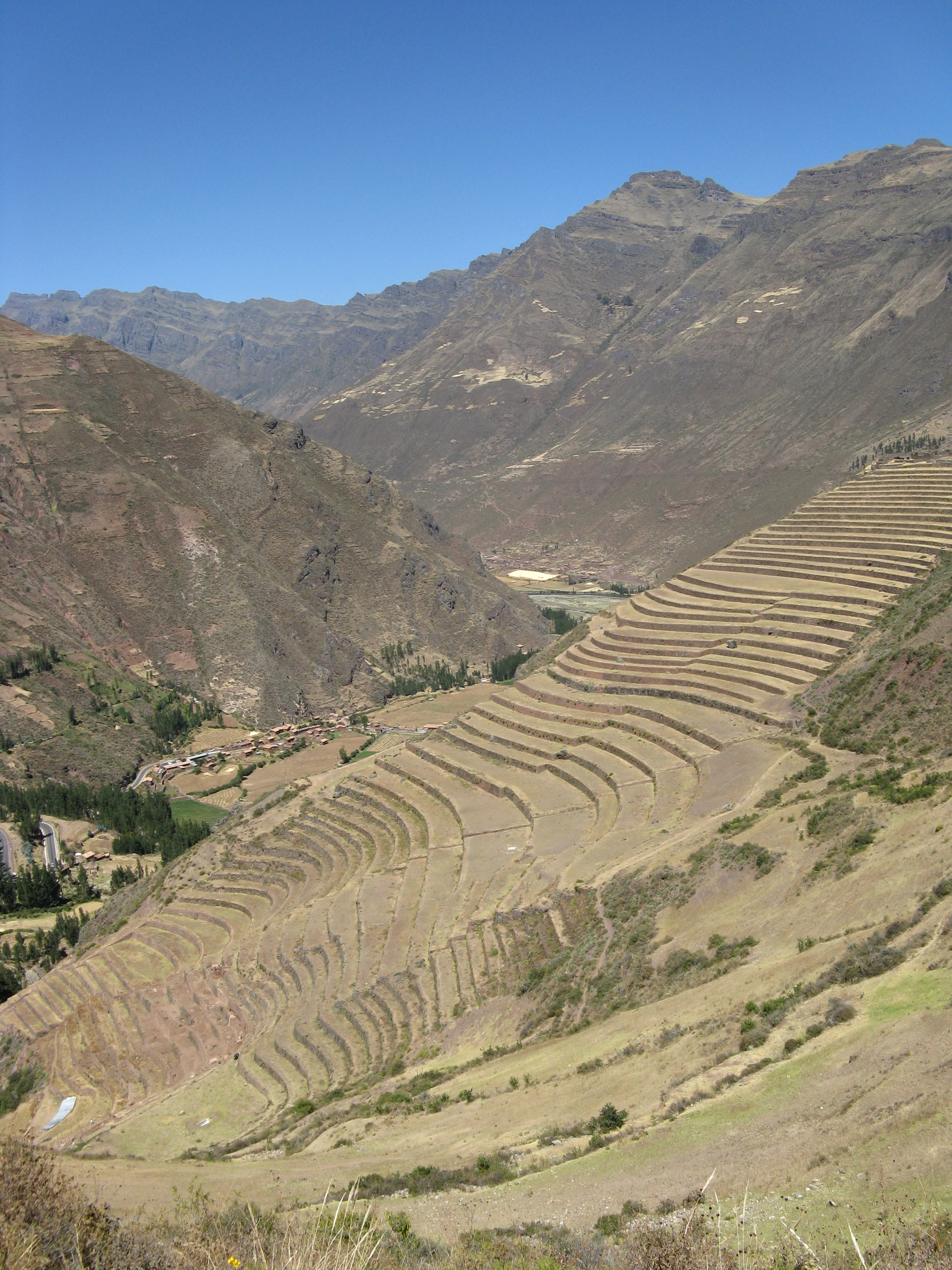
ペルー
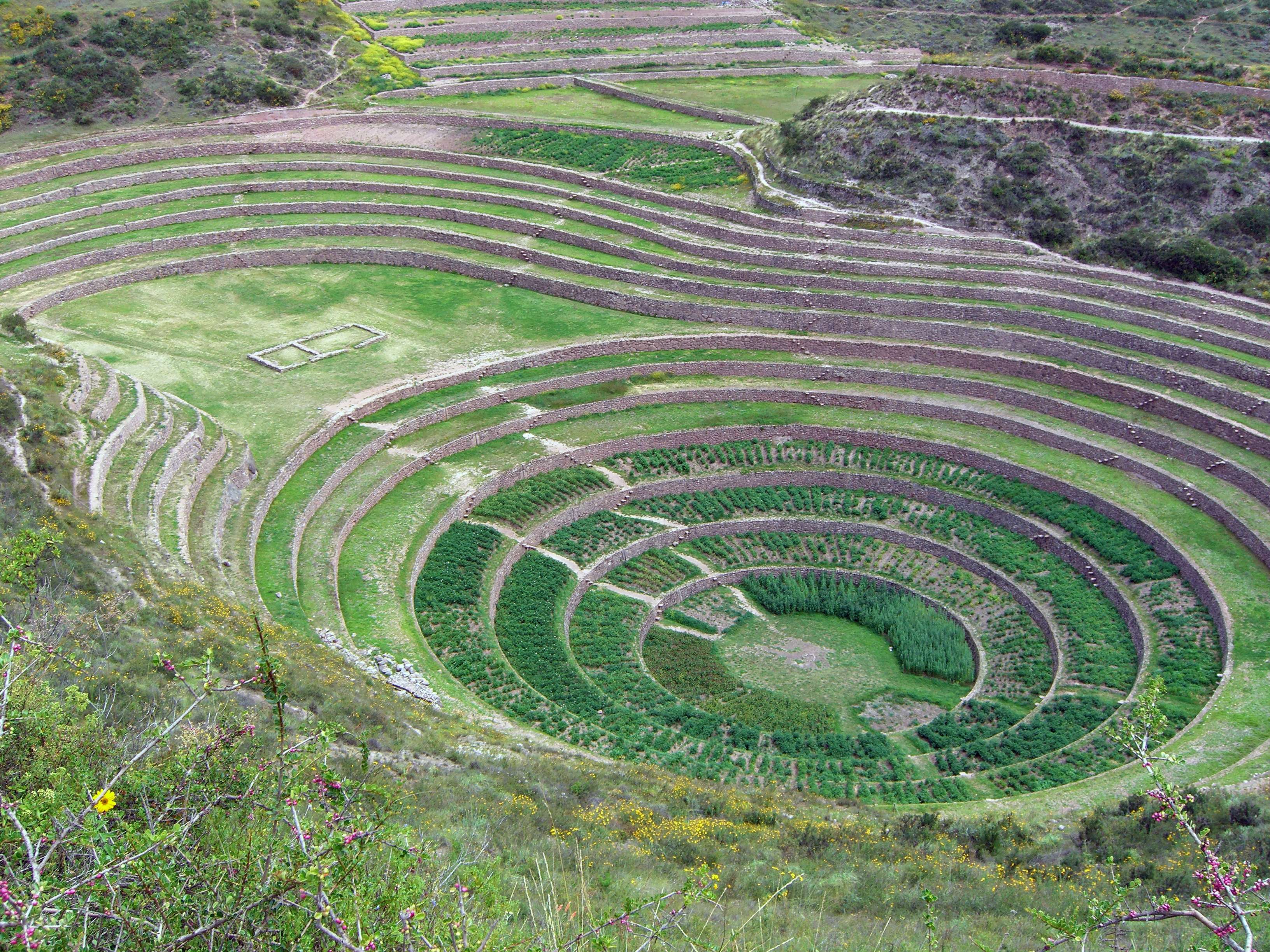
ペルーのモライ遺跡（英語版）

段々畑
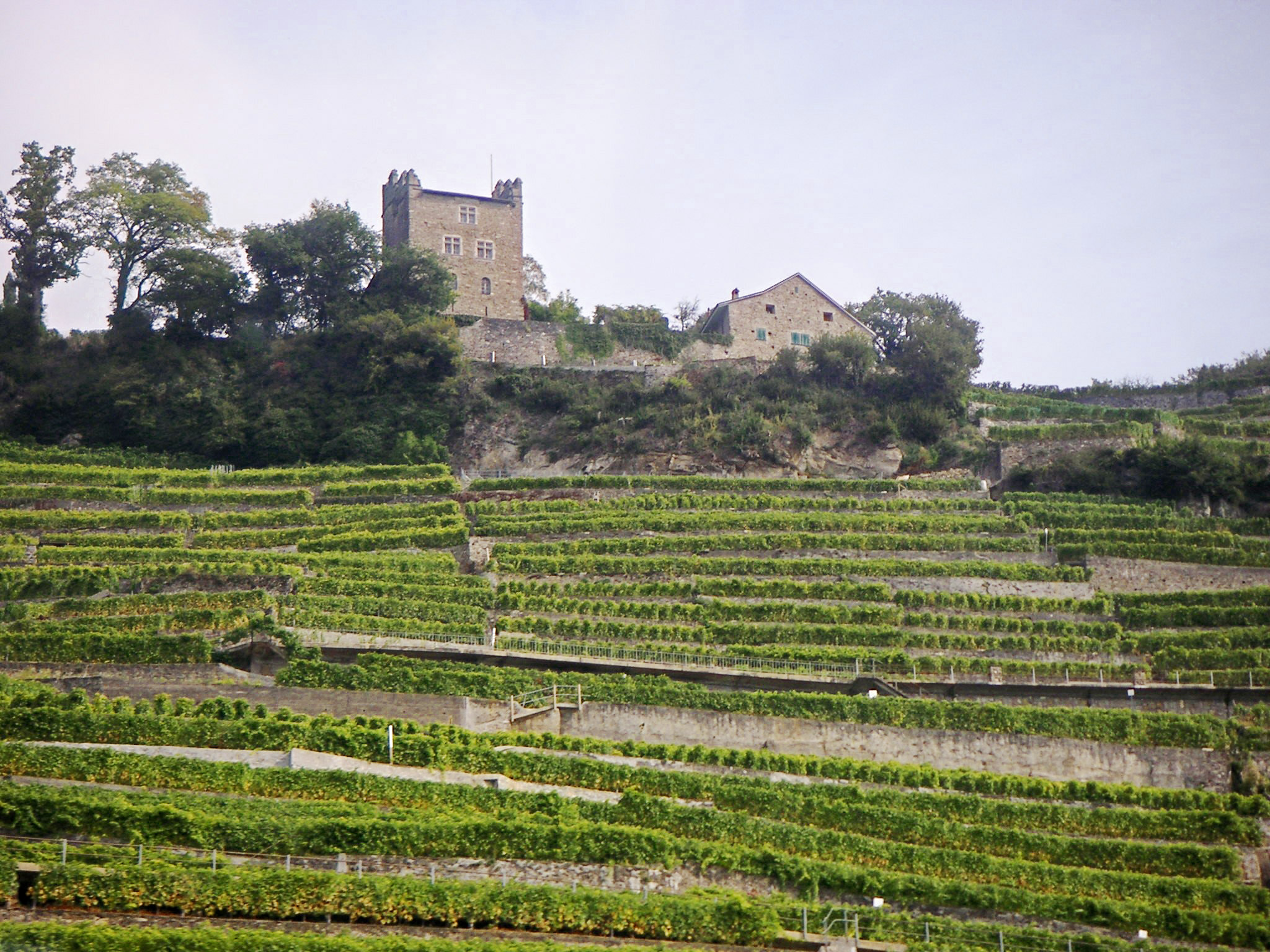
スイスのブドウ畑
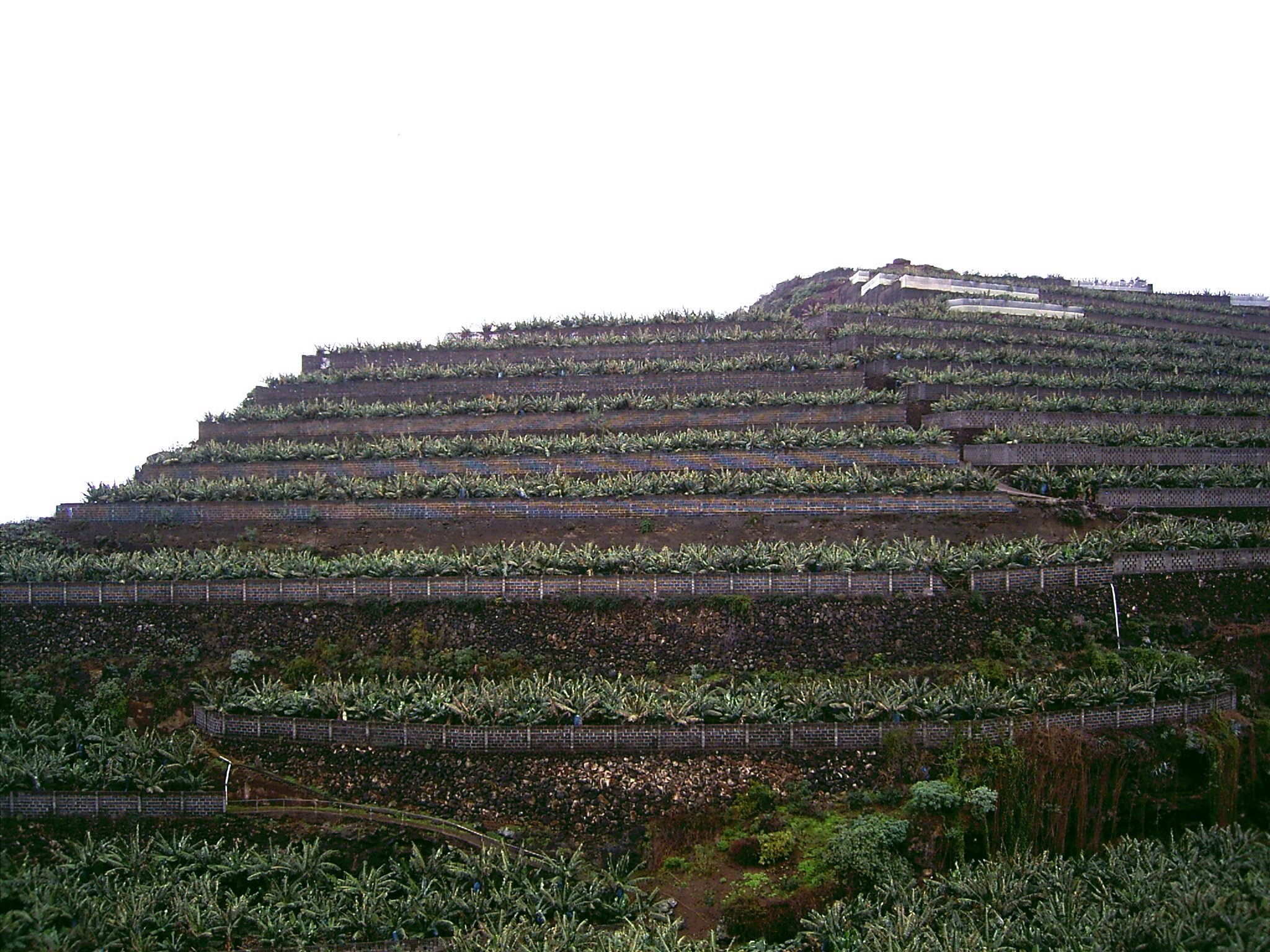
北大西洋に浮かぶスペイン領カナリア諸島のバナナ畑

## 日本の代表的な棚田

### 「日本の棚田百選」
1999年（平成11年）7月16日には農林水産省によって「日本の棚田百選」が選定された。

### 「つなぐ棚田遺産」
2022年（令和4年）2月には農林水産省によって「つなぐ棚田遺産」（ポスト棚田百選）が選定された。

### 重要文化的景観
文化財保護法に基づき、文部科学大臣が選定した重要文化的景観のなかには棚田を含むものがある。

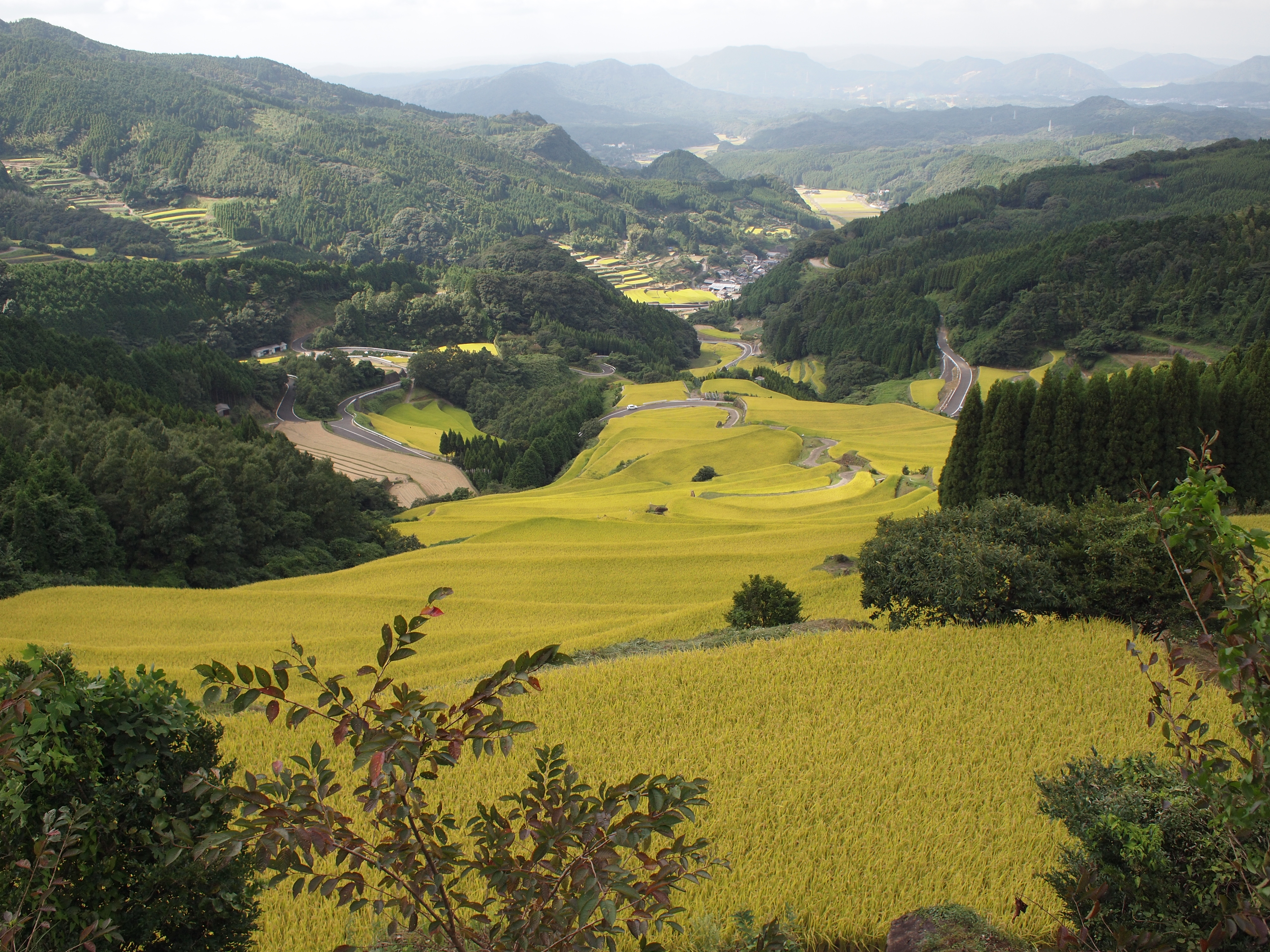
佐賀県唐津市相知町「蕨野の棚田」

- 奥飛鳥の文化的景観（奈良県高市郡明日香村） - 2011年選定
- 蘭島及び三田・清水の農山村景観（和歌山県有田郡有田川町） - 2013年選定
- 中国地方奥出雲たたら製鉄及び棚田の文化的景観（島根県仁多郡奥出雲町） - 2014年選定
- 姨捨の棚田（長野県千曲市） - 2010年選定
- 樫原の棚田（徳島県勝浦郡上勝町） - 2010年選定
- 四万十川流域の文化的景観 上流域の山村と棚田（高知県高岡郡檮原町） - 2009年選定
- 蕨野の棚田（佐賀県唐津市） - 2008年選定
- 平戸島の文化的景観（長崎県平戸市） - 2010年選定
- 通潤用水と白糸台地の棚田景観（熊本県上益城郡山都町） - 2008年選定
- 酒谷の坂元棚田及び農山村景観（宮崎県日南市） - 2013年選定

### 世界遺産
- 春日集落の棚田…重要文化的景観の「平戸島の文化的景観」に含まれており、2018年に長崎と天草地方の潜伏キリシタン関連遺産の構成資産として、棚田としては国内初の世界遺産に登録された[15][16]。
- 西三川砂金山の棚田…重要文化的景観の「佐渡西三川の砂金山由来の農山村景観」に含まれており、2024年に佐渡島の金山の景観構成要素として、世界遺産に登録された。砂金をすくうため、山裾の地形を雛壇状に改変し、山奥にため池を作り、そこから水を流していた構造を活かし、砂金が枯渇した後に棚田へと用途変更した。田畑を潰して工場を建てるような一次産業から二次産業への農地転用は珍しいことではないが、二次産業から一次産業への自然回帰（英語版）的な事象は海外からも注目されている[17]。

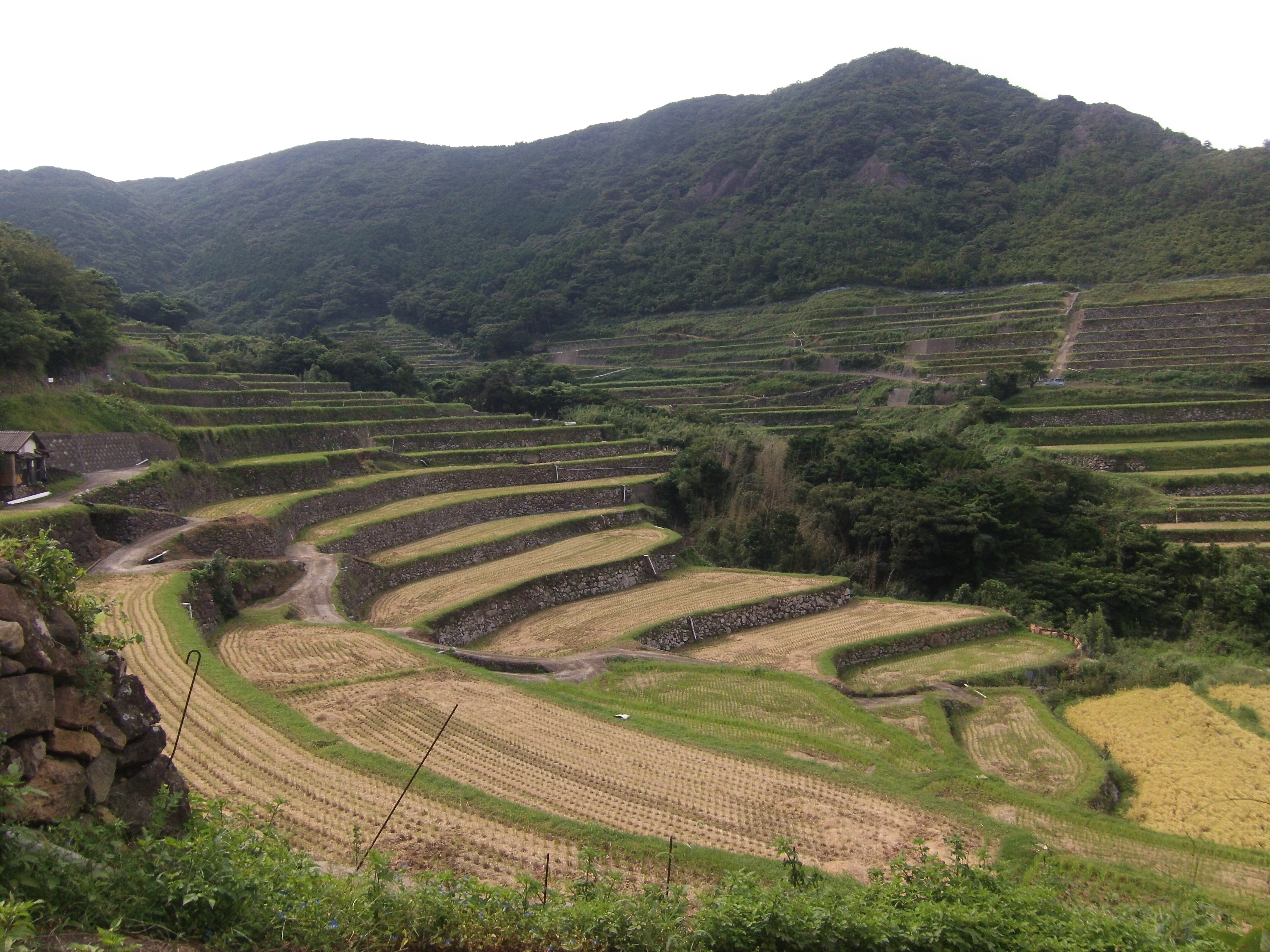
春日集落の棚田
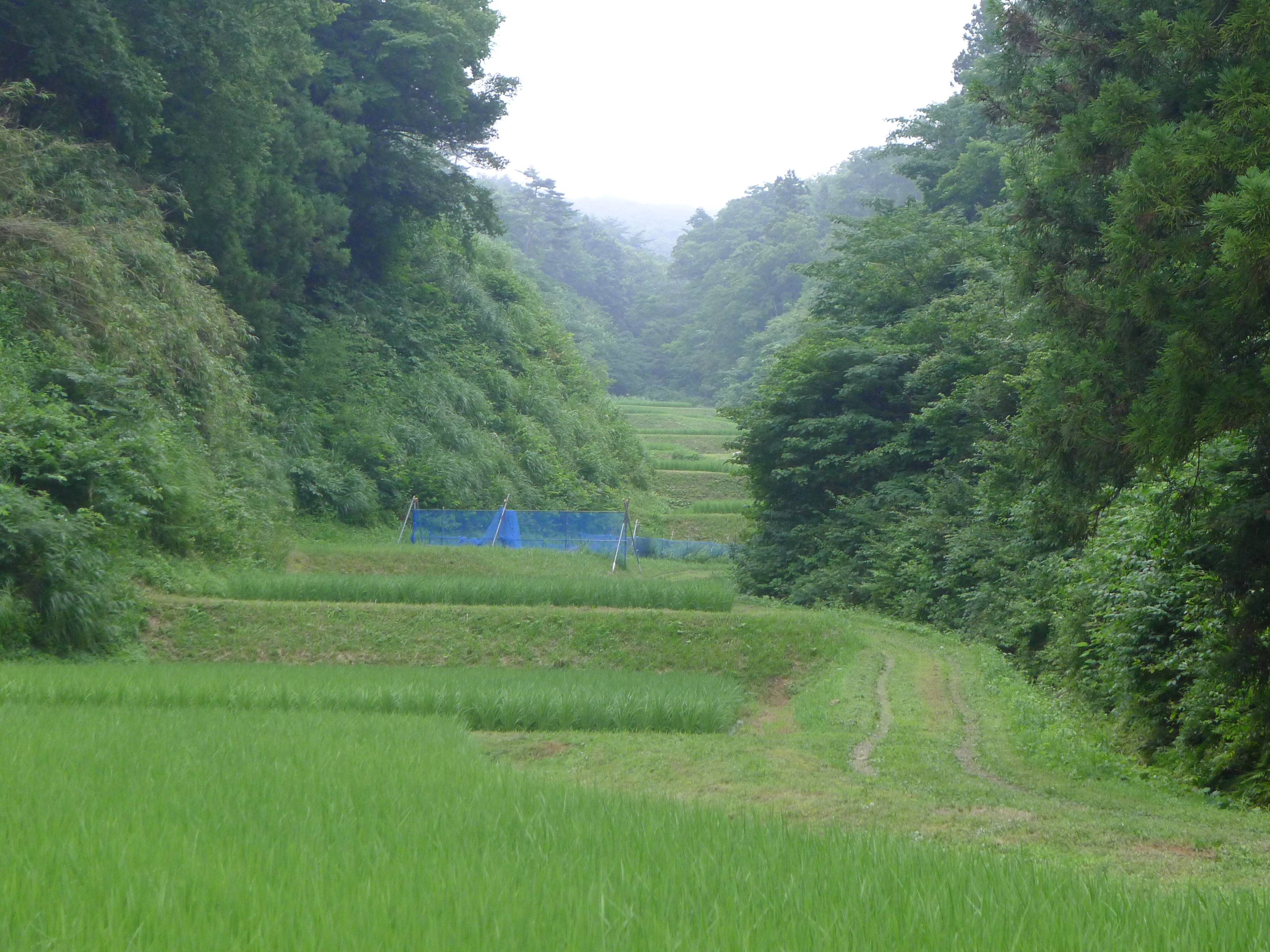
西三川の棚田

### その他の有名な棚田
- 『日本経済新聞』NIKKEIプラス1「何でもランキング」は2017年8月26日付で、写真家らが「フォトジェニック」（写真映え）を基準に選んだ棚田10カ所を掲載した。百選にない場所としては、新潟県十日町市の星峠（1位）、岩手県一関市の金山（7位）が入っている[18]。
- ぎふの棚田21選（岐阜県）のように、各地域が独自に選定している一覧もある。
- 埼玉県秩父地方の横瀬町にある「寺坂棚田」は約250枚、4ha程度と県内最大級の棚田で、観光客や写真愛好家に人気がある。耕作放棄地を2001年以降、オーナー制度などの取り組みで復活させた[19]。
- 岡山県美作市の上山（うえやま）地区では、かつて約8300枚あった棚田の再生活動が、移住者を交えて進められている[20][21][22]。